# ارست
ارست (اروست)، روستایی است از توابع بخش چهاردانگه شهرستان ساری در استان مازندران ایران.

## جمعیت
این روستا در دهستان پشتکوه قرار داشته و براساس آخرین سرشماری مرکز آمار ایران که در سال ۱۳۹۵ صورت گرفته، جمعیت آن ۷۰۸نفر (۲۳۵خانوار) بوده است.
روستای اُرُست در سرشماری سال ۱۳۹۵
| شمار خانوار | جمعیت | زن  | مرد |
| ۲۳۵         | ۷۰۸   | ۳۴۷ | ۳۶۱ |

## خاستگاه نامگذاری
«اروست» در واقع تغییر یافتهٔ «آروس» می‌باشد. طبق اعتقاد خود روستاییان ساکن اروست، این منطقه که قدمت طولانی داشته‌است، طی سال‌هایی برف شدیدی در این مناطق حاکم شده، و شرایط زندگی دامداری و کشاورزی بسیار سخت شد، در نتیجه بسیاری از این منطقه به جاهای دیگر (بیشتر به سمت دریا) کوچ کرده‌اند، اما عده‌ای که باقی ماندند، همگی از روستاهای مختلف موجود در این منطقه به مکان فعلی روستای اروست نقل مکان کرده، و ساکن شدند. روستاهایی که نابود شده‌اند به نام‌های: سورت، کرچ میون، ملک میون، مسیرپا، قلعه سر و کوات و پشرت و کیاسر… بودند.
پس از شکل‌گیری اولیه این روستا ظاهراً نام خاصی برای روستا تعیین نشده بود. اما پس از مدتی عروسی به این منطقه سفر می‌کند (عروس از خاندان نجیب‌زادگان بوده). در هنگام گشت و گذار خسته شده و به دنبال حیوانی برای سوار شدن می‌گردد. به زبان محلی (مازندرانی) درخواست اسب و .. بدین صورت بوده که «آروس مال خواست». این جمله سوم شخص در مورد این عروس در سایر مناطق می‌پیچد و این منطقه را «جایی که عروس، مال (اسب) خواست» می‌نامند؛ یعنی برای آدرس دادن می‌گفتند «عروس مال خواست» به زبان مازندرانی آروس مالخواست.
بدین ترتیب بود که این روستا به نام آروس (عروس) و روستای روبرو به نام «مالخواست» نام گرفته. اما در طی زمان نام روستای آروس به اروست تغییر کرده‌است. ضمن اینکه نام روستای مالخواست همچنان مثل اول باقیست.

برای اثبات این قضیه، دلیل اول اینکه نویسندهٔ این مقاله در قسمت آخر از سفرنامه گریگوری ملگُنُف در سال ۱۸۵۸ و ۱۸۶۰ نام می‌برد که در آن نام روستا به صورت «آروس» آمده‌است.
همچنین محکم‌ترین مدرک برای اثبات این قضیه وجود روستای «ماخواست» می‌باشد؛ یعنی اگر این داستان دروغین باشد نمی‌توان نام روستای مالخواست را توجیه کرد.

## زبان و فرهنگ
آروس (اروست) در استان مازندران و با زبان مازندرانی و فرهنگ مازندرانی است. لهجه (بین لهجه‌های زبان مازندرانی (با زبان فارسی بسیار متفاوت است)) این روستا مانند لهجه‌های شرق مازندران و روستاهای نکا و بهشهر است و تفاوت‌هایی با غرب مازندران دارد. از نمونه‌های بارز تفاوت‌های زبان شرق مازندران و غرب وجود مصوت (حروف صدادار) oe در زبان شرق مازندران است. برای مثال کلمه «کلی» در غرب مازندران به صورت keli و در شرق به صورت koeli تلفظ می‌شود (کلی به معنای لانه). زبان مازندرانی تأکید بسیار زیادی بر مصوت‌ها دارد (برخلاف فارسی) و از زبان فارسی دو مصوت بیشتر دارد.
از بازی‌های معروف سنتی روستا، اوسول لولو، چمبلک به چنگ، خط کا، ایدی دیدی (eidi deydi)، سنگ کا، و … است.

## افراد مشهور روستای آروس
امید عالیشاه بازیکن تیم پرسپولیس معروف‌ترین فرد روستای آروس است. همچنین امیرمحمد عالیشاه بازیکن تیم ملی نوجوانان (فوتبال) نیز از چهر ه‌های معروف این روستاست.

## آموزش به سبک نوین
- دبستان

دبستان سپاه دانش اُرُست در سال ۱۳۵۳ دایر شد و آقای علی اصغر راه‌مرد نخستین آموزگار آن بود.بین سالهای ۱۳۵۴و۱۳۵۵و۱۳۵۶سپاه دانشها آقای محمدنیشابوری ازقوچان وحسین غریب ازمشهد ومحمدرضاحقیقی ازارومیه به کمک کدخدا موسی عالیشاه درآموزش دختران وپسران مدرسه خدمات شایانی انجام دادند. نام کنونی آموزشگاه «شهید عین‌الله عالیشاه» می‌باشد. در آغاز پایه‌گذاری، دانش‌آموزان آْن عبارت بودند
پایهٔ یکم: اسحاق‌علی احمدی، محمد احمدی، احمد احمدی، ابوالحسن باقری، غلامرضا خرده‌مینا، مختار خرده‌گیر، مصطفی صادقی، علی اکبر عالیشاه، رحمت عالیشاه، الیاس عالیشاه، علی عالیشاه، رحمان عالیشاه، حسن عالیشاه، محمد عالیشاه، غلام‌رضا عالیشاه، باب‌الله محمدی و حسن معصومی.
پایهٔ دوم: حسین‌جان محمدی، نیکزاد احمدی، علی احمدی، علی عالیشاه، اکبر عالیشاه، هوشنگ باقری، عبدالرضا باقری، برات علی باقری، حسن صادقی، محمد رضا عالیشاه، علی عالیشاه، یعقوب عالیشاه، محمد تقی عالیشاه، حسن عالیشاه، بهرام عالیشاه، ابوالحسن عالیشاه، محمد قاسمی، سلیمان معصومی، محمد معصومی و ولی‌الله نادعلی.
پایهٔ سوم: ناصر معصومی
پایهٔ چهارم: عیسی خوشبین، علی جان عالیشاه و بابا علی عالیشاه.
- راهنمایی:

مدرسهٔ راهنمایی اُرِست به صورت ضمیمه در سال ۱۳۶۴ با مدیریت رسول جعفری دایر شد. نام کنونی آموشگاه «شهید صفر علی عالیشاه» اُرُست می‌باشد. در آغاز پایه‌گذاری، آموزگاران آن عبارت بودند از، تیزکار، پرواسی و سید رسول جعفری.
دانش‌آموزان آموزشگاه در آغاز پایه‌گذاری افراد ذیر بودند:
پایهٔ یکم: حمزه‌علی باقری، سید جعفر خردمند، اسماعیل صادقی، مجتبی صادقی، ابراهیم عالیشاه، اصغر عالیشاه، محمود عالیشاه، عبد الحسین عالیشاه، شعبان عالیشاه، حسین معصومی، سید جمال موسوی، رجب معصومی و ابو الفضل معصومی.

## گردشگری
از آنجائیکه این روستا چشمه‌سارهای پله‌ای باداب سورت (که پس از چشمهٔ پاموک‌کاله‌ی ترکیه به عنوان دومین چشمهٔ آب شور جهان، ثبت جهانی شده‌است) را در محدودهٔ خود دارد از قوی‌ترین نقاط گردشگری استان مازندران شمرده می‌شود.

## در کتب قدیمی
گریگوری ملگُنُف در سال ۱۸۵۸ و ۱۸۶۰ در پی انجام مأموریتی از سوی حکومت قفقاز (برای اجراء وصیت‌نامه پتر کبیر) به شمال ایران سفر کرد. در سفرنامهٔ او آنجا که مناطق مرزی هزارجریب را برمی‌شمارد، نام روستای «ارست» هم دیده می‌شود که آن را به صورت «آروس» می‌نویسد. وی از مرزهای هزارجریب چنین می‌نویسد: استان استرآباد، رود کوچک ساور در روستای کندو در نیم فرسنگی غرب رادکان، روستای برکوله (بارکلا) و نیلا (نیالا) در اشرف در نزدیکی جادهٔ شاهرود، روستای سرخ‌گریه(سرخ‌گریوه) و بالخاس(مال‌خواست) و چشمهٔ آروس (چشمهٔ آب شور روستای ارست یا همان باداب سورت) و چهارده (چهارده کلاته یا دیباج).